# Lichtensteig
Lichtensteig is een gemeente en plaats in het Zwitserse kanton Sankt Gallen, en maakt deel uit van het district Toggenburg.
Lichtensteig telt 1928 inwoners.